# اروان (مرکز)
اَرَوان (به قرقیزی: Араван) یک منطقهٔ مسکونی در قرقیزستان در درهٔ فرغانه است که در شهرستان اَرَوان  واقع شده‌است. آراوان ۱۷٬۷۶۷ نفر جمعیت دارد.